# 1678 en philosophie
Chronologie de la philosophie
- 1674
- 1675
- 1676
- 1677
- 1678
- 1679
- 1680
- 1681
- 1682

L’année 1678 a été marquée, en philosophie, par les événements suivants :

## Publications
- François Bernier :  Abrégé de la philosophie de M. Gassendi, Lyon, 1678, en 8 tomes in-12Cette édition est la première qui soit complète, mais l’auteur avait déjà donné des parties séparées de l’ouvrage à Paris d’abord, 1674 et 1675, dans le format in-4°, et aussi à Lyon, 1676. En 1684, Bernier publia de nouveau à Lyon une édition remaniée et plus étendue que celle de 1678, en ce qu’elle contient en sus tout on partie des trois opuscules qui suivent.

- Ralph Cudworth : The Intellectual system of the universe. The first part, wherein all the reason and philosophy of atheism is confuded and its impossibility demonstrated (R. Royston, Londres, 1678), fac-similé Stuttgart 1964. 
  - Traduction latine : The Intellectual System a été traduit en latin par Johann Lorenz von Mosheim (Systema intellectuale hujus universi, seu de Veris naturae rerum originibus commentarii..., Meyer, Iéna, 1733), et agrémenté de notes et dissertations qui furent elles-mêmes traduites en anglais dans l’édition de J. Harrison (1845).

- Gottfried Wilhelm Leibniz : 
  - De corporum concursu;
  - Specimen calculi universalis (1678-1684).

## Naissances
- 16 septembre à Battersea (Surrey) : Henry St John, vicomte Bolingbroke, mort le 12 décembre 1751, est un homme politique et philosophe britannique.

## Décès
- Dom Robert Desgabets était un professeur de philosophie cartésienne à Saint-Maur (en Lorraine), né à Ancemont en 1610 et mort en 1678 au prieuré de Breuil à Commercy.